# 羅卓才
羅卓才（1924年12月8日—1949年12月10日），廣東省興寧人，中國共產黨員，戰後來台潛伏，因基隆市工委案判處死刑，1949年12月10日槍決於馬場町。

## 生平
羅卓才，廣東省興寧人，貧農家庭出身，靠著刻苦自學，1939年考入龍岩龍田中學，當時正值抗戰爆發，親眼目睹日軍轟炸故鄉興寧，讓他積極參加了各種抗敵宣傳活動，很快的加入中國共產黨，受龍田中學支部書記李巨村領導。
1939年羅卓才考入梅縣廣益中學，由於皖南事變之後，1942年粵北省委和中共南方工作委員會先後被破壞，中共中央南方局為了防止更嚴重的迫害及損失，
所屬黨組織暫時停止活動。羅卓才失去黨組織留在廣東單獨活動。
1943年8月，他輾轉到了貴州省，考入了當時已內遷到遵義的浙江大學文學院中文系。由於戰亂大後方經濟崩潰，中共中央南方局恢復了浙大黨組織關係，羅卓才於是加入浙江大學的地下黨組織發動學生運動。1943年在湄潭永興場新生部，1944年轉到遵義校本部，與同學魯陽同住，後來與陳耀寰同住，刻苦學習。積極參加了學校裡各種活動，一是在浙大推動響應中共中央提出成立民主聯合政府，二是響應昆明學生掀起的「一二一運動」」，反對搜捕及屠殺愛國學生。
羅卓才在校編輯《自由堡壘》和《中國文學》，為《呼吸》、《現代文學》等積極撰稿，反映形勢、時局的真實情況，傳播中共的重要主張。1946年，浙江大學遷回杭州，羅卓才參與抗議沈崇案、“五二”反饑餓反內戰、于子三惨案學潮抗爭運動等，有力地配合支持解放戰爭。
羅卓才畢業後決定前往台灣潛伏，曾對尚未離開大陸去臺灣的陳耀寰微笑地說「不人虎穴，焉得虎子」，1948年秋，羅卓才在基隆中學任教，聯繫上了在臺灣氣象部門任職的中共地下黨浙江大學同學陳耀寰，並加入中國共產黨基隆市工委會，受書記鍾浩東領導，協助《光明報》撰寫。1948年8月《光明報》事件爆發，省立基中、台大學工委、台北市工委遭到破獲並瓦解，大量組織成員遭到逮捕。
羅卓才與同校教師方弢妻子張奕明 、鍾國員、宜蘭中學教師談開誠等四人因加入共產黨，奉東南軍政長官公署38年12月2日署詳字175號代電處死刑。1949年12月10日遭槍決於馬場町。羅卓才綁赴刑場時，沿途高呼「打倒蔣介石，解放全中國」「中國共產黨萬歲」，槍決時年僅25歲。

## 紀念
1997年8月，中共廣東省委組織部和廣東省人民政府民政廳正式追認羅卓才為革命烈士。